# هولد فاست باي
هولد فاست باي هي ضاحية ساحلية تقع في الجزء الجنوبي من أديليد، جنوب أستراليا، أستراليا. تقع على بعد حوالي 11 كيلومترًا جنوب غرب المنطقة التجارية المركزية في أديليد وتغطي مساحة تقارب 11.5 كيلومترًا مربعًا. الضاحية هي موطن لأكثر من 37000 شخص، وتعتبر واحدة من أكثر المناطق الساحلية شعبية في جنوب أستراليا.

## التاريخ
شاهد المستكشفون الأوروبيون المنطقة لأول مرة في عام 1802م عندما أبحر كل من ماثيو فليندرز ونيكولاس بودان  في المنطقة التي كان سكانها الاصليون هم كورنا. في عام 1836، تم إنشاء أول مستوطنة أوروبية بقيادة الحاكم جون هيندمارش.